# Théodora (film, 1912)
Pour l’article homonyme, voir Théodora.
Pour plus de détails, voir Fiche technique et Distribution.
Théodora est un film français réalisé en 1912 par Henri Pouctal.
Ce film muet en noir et blanc s'inspire d'une pièce de théâtre de l'auteur dramatique français Victorien Sardou, Théodora (1884).

## Fiche technique
- Réalisation : Henri Pouctal
- Histoire : Victorien Sardou, d'après sa pièce de théâtre Théodora
- Société de production : Le Film d'art
- Pays : France
- Genre : Drame historique
- Format : Muet - Noir et blanc - 1,33:1 - 35 mm
- Musique : Vladimir Dyck
- Métrage : 900 m (3 bobines)
- Date de sortie :
  -  France : 1912
  -  États-Unis : juillet 1913
- Autres titres connus :
  -  États-Unis : Theodora

## Distribution
- Sahari Djeli : Théodora
- Philippe Garnier
- Marcel Vibert
- Pierre Magnier
- Mancini